# 1548 en philosophie
Chronologie de la philosophie
- 1544
- 1545
- 1546
- 1547
- 1548
- 1549
- 1550
- 1551
- 1552

L’année 1548 a été marquée, en philosophie, par les événements suivants :

## Publications
- * Pierre de La Place : (la) Paraphrasis in titulos institutionum imperialium de actionibus, exceptionibus et interdictis, Paris, Galliot Du Pré, 1548 (lire en ligne)

## Naissances
- Janvier à Nola en Italie : Filippo Bruno, dit Giordano Bruno, mort le 17 février 1600 à Rome, frère dominicain et philosophe[1],[2],[3],[4] italien. Sur la base des travaux de Nicolas Copernic et Nicolas de Cues, il développe la théorie de l'héliocentrisme et montre, de manière philosophique, la pertinence d'un univers infini, qui n'a ni centre ni circonférence [5], peuplé d'une quantité innombrable d'astres et de mondes identiques au nôtre.
- 5 janvier 1548 à Grenade (Espagne) : Francisco Suárez (connu comme le Doctor eximius), mort le 25 septembre 1617 à Lisbonne, était un philosophe et théologien jésuite espagnol, généralement considéré comme l'un des plus grands scolastiques après Thomas d'Aquin. Il fit partie de la célèbre École de Salamanque.

## Décès
- 15 mars à Gubbio en Italie : Agostino Steuco, philologue et philosophe, né vers 1497, auteur en 1540 du De perenni philosophia dans lequel il tente de montrer que nombre d'idées exposées par les philosophes de l'Antiquité, comme Thalès, Pythagore, Parménide, Platon, Aristote, les néoplatoniciens ou Philon d'Alexandrie, sont en harmonie avec les doctrines du christianisme[6].